# Lahitère
Lahitère es una comuna francesa situada en el departamento de Alto Garona, en la región de Occitania.

## Demografía
| 67 | 49 | 46 | 50 | 33 | 38 | 62 |
| Para los censos de 1962 a 1999 la población legal corresponde a la población sin duplicidades (Fuente: INSEE [Consultar]) |    |    |    |    |    |    |